# Фатихова џамија
Фатихова Џамија (тур. Fatih Camii) или Кулијеси (тур. Külliyesi) џамија је коју је током свог живота саградио Османски Султан Мехмед II Освајач. Претходно је порушио маузолеј ромејских царева, Цркву Светих апостола која је стајала на њеном месту. Изградња џамије започета је 1462. године у Цариграду, али је, због превеликог одлагања, џамија коначно завршена 1470. године. У џамији су сахрањени Султан Мехмет, Султанија Гулбахар и Принц Џем.